# Туттминкс

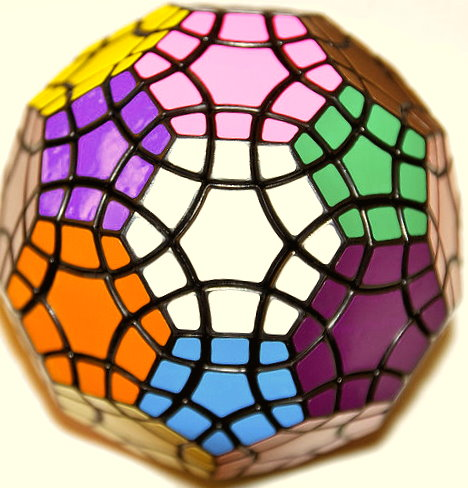
Таттминкс

Таттминкс или туттминкс (англ. Tuttminx) ― головоломка, подобная кубику Рубика. Имеет форму усечённого икосаэдра. Была изобретена в 2005 году Ли Таттом. Всего в головоломке 150 подвижных частей.

## Описание
Таттминкс имеет 32 одноцветных центра (12 пятиугольных и 20 шестиугольных), 90 двуцветных рёбер и 60 трёхцветных углов. Каждая шестиугольная грань содержит центр, 6 углов и 6 рёбер, а каждая пятиугольная грань ― центр, 5 углов и 5 рёбер. Шестиугольники могут поворачиваться только на 120 градусов, ребра шести-шестиугольников и пяти-шестиугольников не перемешиваются друг с другом из-за разных углов и размеров. Каждый угловой элемент в срезе представляется равнобедренным треугольником. Как и рёбра пяти-шестиугольников, они не могут поменять свою ориентацию.
Общее количество перестановок равно
{\displaystyle {\frac {60!\times 60!\times 30!\times 2^{29}}{8}}\approx 1.2325\times 10^{204}}
Точное значение составляет:
1 232 507 756 161 568 013 733 174 639 895 750 813 761 087 074 840 896 182 396 140 424 396 146 760 158 229 902 239 889 099 665 575 990 049 299 860 175 851 176 152 712 039 950 335 697 389 221 704 074 672 278 055 758 253 470 515 200-000-000-000-000-000-000-000-000-000-000-000
1,2325 кваттуортригинтиллиона.

## Разновидности
Существует несколько версий таттминкса:
- Таттминкс 1 - имеет криволинейные разрезы, но центры и оба основания рёбер одинаковые по длине.
- Таттминкс 2 - версия 3х3х3 с прямыми разрезами и сходящимися рядами или версия 2х2х2 с прямыми разрезами, за счёт которых появляются рёбра и центры.
- Таттминкс с вогнутыми гранями
- Сквозной таттминкс (Void Tuttminx) ― таттминкс, где отсутствуют центры.[2]
- Futtminx ― головоломка, изменяющая форму, за счёт щелей между ребрами и их провисания становятся доступны повороты шестиугольников на 60 градусов.[3]
- Неразлучник (Love Bird) ― версия 2x2x2, все центры и рёбра полностью отсутствуют.
- Рейминкс (Rayminx) - версия 5х5х5
- Тера Таттминкс - версия 7х7х7
- Курносододекаэдрический таттминкс (Chamfered Dodecahedron Tuttminx) или Лжетуттминкс ― на вид похож на таттминкс, но имеет другое расположение шестиугольников, сами шестиугольники искажены. Также их количество больше, чем на таттминксе, 30 против 20. Это курсонододекаэдрический аналог Самоцвета 7.
- Дино додекаэдр - додекаэдр, сделанный из таттминкса 2. Из-за врезающихся плоскостей при наращивании 12 добавочных слоёв пропадают.
- Додекаэдр-вертолет - додекаэдр, сделанный из курносододекаэдрического таттминкса. Из-за врезающихся плоскостей при наращивании 12 добавочных слоёв пропадают.